# Eirmotus
Eirmotus es un género de peces de la familia Cyprinidae y de la orden de los Cypriniformes.

## Especies
- Eirmotus furvus H. H. Tan & Kottelat, 2008
- Eirmotus insignis H. H. Tan & Kottelat, 2008
- Eirmotus isthmus H. H. Tan & Kottelat, 2008
- Eirmotus octozona L. P. Schultz, 1959

- Datos: Q138000
- Especies: Eirmotus